# Donim
Donim é uma povoação portuguesa do Município de Guimarães que foi sede da extinta Freguesia de Donim, freguesia que tinha 3,09 km² de área e 833 habitantes (2011), e, por isso, uma densidade populacional de 247,2 hab/km².
A Freguesia de Donim foi extinta em 2013, no âmbito de uma reforma administrativa nacional, para, em conjunto com a Freguesia de  Briteiros (Santo Estêvão), formar uma nova freguesia denominada União das Freguesias de Briteiros Santo Estêvão e Donim com a sede em Briteiros Santo Estêvão.

## População
| População da freguesia de Donim (1864 – 2011) | População da freguesia de Donim (1864 – 2011) | População da freguesia de Donim (1864 – 2011) | População da freguesia de Donim (1864 – 2011) | População da freguesia de Donim (1864 – 2011) | População da freguesia de Donim (1864 – 2011) | População da freguesia de Donim (1864 – 2011) | População da freguesia de Donim (1864 – 2011) | População da freguesia de Donim (1864 – 2011) | População da freguesia de Donim (1864 – 2011) | População da freguesia de Donim (1864 – 2011) | População da freguesia de Donim (1864 – 2011) | População da freguesia de Donim (1864 – 2011) | População da freguesia de Donim (1864 – 2011) | População da freguesia de Donim (1864 – 2011) |
| --------------------------------------------- | --------------------------------------------- | --------------------------------------------- | --------------------------------------------- | --------------------------------------------- | --------------------------------------------- | --------------------------------------------- | --------------------------------------------- | --------------------------------------------- | --------------------------------------------- | --------------------------------------------- | --------------------------------------------- | --------------------------------------------- | --------------------------------------------- | --------------------------------------------- |
| 1864                                          | 1878                                          | 1890                                          | 1900                                          | 1911                                          | 1920                                          | 1930                                          | 1940                                          | 1950                                          | 1960                                          | 1970                                          | 1981                                          | 1991                                          | 2001                                          | 2011                                          |
| 275                                           | 302                                           | 416                                           | 346                                           | 352                                           | 383                                           | 431                                           | 513                                           | 546                                           | 676                                           | 655                                           | 809                                           | 943                                           | 989                                           | 833                                           |